# Vízlendva
Vízlendva (szlovénül: Sveti Jurij, vendül Svéti Jüri, németül: Sankt Georgen) falu a Muravidéken, Szlovéniában.  Közigazgatásilag Szarvaslakhoz tartozik.

## Fekvése
Muraszombattól 32 km-re, Felsőlendvától 8 km-re nyugatra a Vendvidéki-dombság a Goričko területén  fekszik. Rajta folyik keresztül a Lendva-patak, ami után a nevét kapta.

## Története
Történeti kutatások szerint itt már a honfoglalás előtt Kocelj pannóniai szláv fejedelem idején is létezhetett templom.
A települést 1366-ban "Ztrahonafalua" néven említik először. Felsőlendva várának tartozéka volt. A Széchy család birtoka, akik Felsőlendva várát a hozzátartozó 73 faluval, köztük Sztrahonafalvával a mai Vízlendvával együtt 1365-ben kapták I. Lajos magyar királytól Éleskő és Miskolc uradalmáért, valamint a Szent Péter és Pál apostolok tiszteletére létesült tapolcai apátság kegyuraságáért cserébe.
Körülbelül a 15. századtól Szentgyörgy néven említik, az itt található Szent György-templom után, ami valószínűleg már a 14. században létezett és a környékről vagy egy tucat falu tartozott hozzá. A 16. század végén a község áttért az evangélikus hitre és 1601-ben alapítottak itt egy népi iskolát, ahol helyi szlovének anyanyelvén (vendül), valamint németül is tanítottak. Széchy Tamás idejében Vízlendva református esperesség székhelye volt, ahova Szenttrinitas, Szentbenedek, Lak, Velemér, Szentgyörgyvölgye, Turnisce, Martyánc, Szécsisziget, Muraszombat  és Hodos gyülekezetek tartoztak. A református mellett már 1599 óta evangélikus lelkészek is működtek itt.
Az utolsó luteránus pap 1672-ben prédikált a templomban. Ekkor Széchy Dénes felesége Draskovics Sára aki a rekatolizáció híve volt a templomot visszaadta a katolikusoknak. A Széchy család fiágának kihalása után 1685-ban Felsőlendva új birtokosa Nádasdy Ferenc, Széchy Katalin férje lett. Ezután az uradalommal együtt egészen a 19. század második feléig a Nádasdyaké. A 18. században a templomot barokk stílusban építették újjá.
A Vízlendva név már a 19. század elején használatos volt a községre, de általában Szentgyörgy és Tótszentgyörgy néven jegyezték. 1887-ben módosították ténylegesen nevét Vízlendvára.
Fényes Elek szerint " Vizlendva, vindus f. Vas vgyében, a f. lendvai uradalomban, 266 kath. lak. paroch. templommal."
Vas vármegye monográfiája szerint " Vizlendva-Szent-György, 103 házzal és 591 r. kath. és ág. ev., vend és német lakossal. Postája Szarvaslak, távírója Szent-Gotthárd. A körjegyzőség székhelye. Góthikus temploma a XV. században épült és belsejében fresko-maradványok láthatók. Harangja 1693-ból való. Hajdan a Nádasdyak voltak kegyurai, most pedig gróf Széchenyi Tivadar."
1910-ben  626, túlnyomórészt szlovén lakosa volt. A trianoni békeszerződésig Vas vármegye Muraszombati járásához tartozott.  1919-ben  a Szerb–Horvát–Szlovén Királysághoz csatolták, mely 1929-ben a Jugoszlávia nevet vette fel. 1941-ben ismét Magyarországhoz került, majd 1945 után véglegesen Jugoszlávia része lett. 1991-ben, Szlovénia függetlenségének kikiáltása óta Szlovénia része. 2002-ben 478 lakója volt.

## Nevezetességei
Szent György tiszteletére szentelt római katolikus plébániatemploma a 14. században épült gótikus stílusban. A 18. században barokk stílusban építették át. 1925 és 1929 között neogótikus stílusban bővítették, a régi templomból a szentély és a harangtorony maradt meg. Főoltára carrarai márványból készült.

## Híres emberek
- Augusztits Adolf a Tótság esperese, itt végezte lelkipásztori feladatait
- Csárics József a falu plébánosa, a Szlovenszka krajina-program egyik kidolgozója